# Зеленчук Мостовой
Зеленчук Мостовой — хутор в Отрадненском районе Краснодарского края. Входит в состав Удобненского сельского поселения.

## География
Хутор расположен в 13 км к северо-востоку от административного центра поселения — станицы Удобной, на левом берегу Большого Зеленчука. Выше по течению (южнее) расположен хутор Удобно-Зеленчукский, ниже — аул Вако-Жиле, на противоположном берегу — аул Бесленей.
Хутор Зеленчук Мостовой является самым восточным населённым пунктом Краснодарского края.

## Население
| 2002 | 2010 |
| ---- | ---- |
| 364  | ↘307 |

## Улицы
- пер. Школьный,
- ул. Набережная,
- ул. Садовая.